# Mercyful Fate (EP)
Mercyful Fate je prvi EP danskog heavy metal sastava Mercyful Fate. Poznatiji je kao Nuns Have No Fun, "prvi album" i "EP". Sadrži četiri pjesme snimljene u studiju Stone u Roosendaalu u Nizozemskoj u rujnu 1982., a 8. studenoga iste godine objavila ga je diskografska kuća Rave-On Records.

## Popis pjesama
Tekstovi: King Diamond, glazba: Hank Shermann, osim gdje je navedeno drugačije.
| 1. | »A Corpse Without Soul« |                          | 6:53 |
| 2. | »Nuns Have No Fun«      | Shermann, Michael Denner | 4:17 |

| 3.    | »Doomed by the Living Dead« | 5:06 |
| 4.    | »Devil Eyes«                | 5:48 |
| 22:04 |                             |      |

## Zasluge
Mercyful Fate
- King Diamond – vokal
- Hank Shermann – gitara
- Michael Denner – gitara
- Timi Grabber – bas-gitara
- Kim Ruzz – bubnjevi

Ostalo osoblje
- Ole Bang – fotografije
- André Verhuysen – fotografije
- Jac. Hustinx – miks, produkcija
- Willem Steentjes – inženjer zvuka
- Olé Poulsen – grafički dizajn